# Voldemārs Veiss
Voldemārs Veiss (født 7. november 1899 i Riga i Guvernement Livland, død 17. april 1944 i Riga i Reichskommissariat Ostland) var oberstløjtnant i Letlands hær og en fremtrædende nazi-kollaboratør og Standartenführer (oberst) i det tyske Waffen-SS.
Da Riga, hovedstaden i Letland, faldt til tyskerne den 1. juli 1941, begyndte tyskerne at danne selvstændige forsvars- og politienheder. Oberstløjtnant Voldemārs Veiss blev udnævnt til kommandør for en sådan selvforsvars-organisation. Veiss udsendte en opfordring via radio til frivilligt at lade sig hverve og befri Letland for "forrædere", herunder sovjetiske funktionærer, kommunister og jøder.
Den 20. juli opløste tyskerne dog denne organisation og beordrede dannelsen af en hjælpe-politienhed i stedet, og oberstløjtnant Veiss blev udnævnt til chef for denne hjælpe-politienhed. I slutningen af 1941 blev han stedfortrædende generaldirektør for generaldirektøren for indenrigsministeriet, da den lettiske selvadministration blev reorganiseret.
Så tidligt som i efteråret 1941 blev de lettiske hjælpe-politienheder, der var midlertidigt tilknyttet værnemagten, første gang brugt i opgaver ved fronten. Denne lejlighedsvise beskæftigelse fortsatte indtil 2. lettiske brigade blev dannet af seks lettiske bataljoner, hvoraf fire havde kamperfaring. I slutningen af april 1943 kæmpede tre bataljoner under navnet Lettiske Legion, som blev trukket tilbage fra frontlinjen og omdøbt til 1. Freiwilligen-Regiment der SS (lettische), med overgang fra værnemagtens rækker til Waffen-SS. Voldemārs Veiss fik kommandoen over dette regiment, som var en del af den 2. lettiske brigade og rang af Legion-Obersturmbannführer.
I september 1943 under belejringen af Leningrad opnåede Veiss Jernkorset 1. klasse for sine handlinger under slaget ved Spaskaja Polist og i oktober blev han forfremmet til Legion-Standartenführer og udnævnt til infanterileder for brigaden. I januar 1944 førte Veiss en Kampfgruppe bærende hans navn, og for sit forsvar af Nekokhovo og personlig tapperhed blev han den første lette, der modtog Jernkorsets Ridderkors.
Da 2. lettiske brigade blev til 19. Waffen-Grenadier-Division der SS (lettische Nr. 2), fortsatte han som infanterileder i enheden. Den 17. april 1944 døde Veiss efter at være blevet såret af en granat syv dage tidligere.